# Got a Nut
«Got a Nut» es el segundo episodio de la vigesimoséptima temporada de South Park de la serie animada estadounidense South Park y el episodio número 330 en total. Se estrenó el 6 de agosto de 2025. El episodio presenta a Clyde y a Eric Cartman convirtiéndose en podcasters de derecha y al Sr. Mackey convirtiéndose en un oficial del Control de Inmigración y Aduanas de los Estados Unidos.

## Sinopsis
Cuando el orientador de la escuela primaria de South Park, el Sr. Mackey, es despedido debido a recortes presupuestarios federales, consigue un empleo en el Servicio de Control de Inmigración y Aduanas de los Estados Unidos (ICE), lo que lo lleva a participar en operativos de detención de inmigrantes indocumentados en distintos lugares. Entre estos se incluyen un espectáculo de Dora, la exploradora, donde son arrestados tanto los asistentes como la propia protagonista, así como el cielo. Durante estas redadas, su superior, la secretaria del Departamento de Seguridad Nacional, Kristi Noem, es mostrada disparando a perros que no presentan agresividad, rejuveneciendo su rostro deteriorado de forma recurrente y participando en photocalls.
Para costear sus gastos mensuales, Clyde Donovan inicia un pódcast; sin embargo, las opiniones antisemitas, misóginas y afines a la derecha estadounidense que expresa ofenden a muchos de sus compañeros. También provoca la ira de Eric Cartman, quien considera que Clyde le ha «robado su estilo». En represalia, Cartman lo golpea y se apropia del pódcast, que convierte en una plataforma para realizar «debates maestros» con las personas que llaman. No obstante, cuando Clyde gana el premio Charlie Kirk para Jóvenes Maestros del Debate, que incluye unas vacaciones gratuitas, Cartman vuelve a enfurecerse.
El buen desempeño de Mackey como agente del ICE le permite recibir un bono, pero su banquero le informa que sus gastos mensuales han aumentado. También se entera de que ha sido convocado a una reunión en Mar-a-Lago con el presidente Donald Trump, quien le ofrece un ascenso —para ayudarlo con su «cuota de dinero» (nut)— que lo convertiría en el nuevo rostro del Departamento de Seguridad Nacional, en reemplazo de Noem. Sin embargo, Mackey queda horrorizado por la decadencia que presencia en el lugar, que incluye la desnudez casual de Trump, la presencia de Satanás en su cama y una Dora prisionera que masajea a un huésped anciano. Al encontrarse allí con Clyde —presente gracias a sus vacaciones gratuitas—, Mackey le confiesa sentirse desencantado por haber aceptado un trabajo en algo en lo que no cree solo para cubrir sus gastos, y concluye que, en esencia, sigue siendo un orientador escolar. Juntos, Mackey, Clyde y Dora escapan del resort. Durante los créditos, Kristi Noem irrumpe en una peluquería canina y dispara dentro del establecimiento.

## Recepción
Según la información de la audiencia inicial, sin contar el total multiplataforma, el episodio atrajo a 838 000 espectadores en su primera emisión en Comedy Central.
Antes del estreno del episodio, un tráiler se basó en una de las escenas de una caravana de agentes del ICE armados y enmascarados circulando a exceso de velocidad por la calle. La cuenta del Departamento de Seguridad Nacional (DHS) en Twitter (@DHSgov) publicó una captura de pantalla del tráiler mientras promocionaba un enlace a la página de empleo del ICE. @SouthPark, en referencia a la declaración del subsecretario de prensa Taylor Rogers de que «South Park no ha sido relevante en más de 20 años» en respuesta al episodio anterior «El sermón de la montaña», retuiteó: «Un momento, ¿entonces SÍ somos relevantes? #comanunabolsadepenes».  Al ser contactado por Newsweek para obtener comentarios, un portavoz del DHS dijo: «Queremos agradecer a South Park por llamar la atención sobre el reclutamiento de agentes de la ley para el ICE. Hacemos un llamado a los estadounidenses patriotas para que nos ayuden a expulsar a asesinos, pandilleros, pedófilos y otros criminales violentos de nuestro país».
En respuesta a su representación en el episodio, Kristi Noem condenó a South Park en el programa de radio de Glenn Beck, diciendo: «Es una pereza burlarse constantemente de las mujeres por su apariencia. Solo los liberales y los extremistas hacen eso». Noem añadió: «Si quisieran criticar mi trabajo, adelante, pero claramente no pueden». Noem también declaró que el episodio era «insignificante», por lo que no lo había visto.
Antes del estreno del episodio, Charlie Kirk expresó su aprecio por South Park y la parodia que lo representa. En relación con el tráiler promocional mencionado, Kirk describió que «su primera reacción fue una especie de risa». Kirk declaró: «Como conservadores, deberíamos poder aceptar una broma, no deberíamos tomarnos todo tan en serio; eso es algo que la izquierda siempre ha hecho».